# Anel artiniano
Em álgebra abstrata, um anel artiniano é um anel que satisfaz a condição de cadeia descendente sobre ideais. Eles também são chamados de anéis de Artin e são assim chamados em homenagem a Emil Artin, que foi o primeiro a descobrir que a condição de cadeia descendente para ideias generaliza simultaneamente os anéis finitos e anéis que são espaços vetoriais de dimensão finita sobre um corpo. A definição de anéis artinianos pode ser reformulada trocando-se a condição de cadeia descendente por uma noção equivalente: a condição minimal.
Um anel é artiniano a esquerda se ele satisfaz a condição de cadeia descendente sobre ideais à esquerda, artiniano à direita se satisfaz a condição de cadeia descendente sobre ideais à direita e artiniano se ele é artiniano à direita e à esquerda. Para anéis comutativos as definições à esquerda e à direita coincidem, mas em geral elas são distintas uma da outra.
O Teorema de Artin–Wedderburn caracteriza todos os anéis simples artinianos como anéis matriciais sobre um anel com divisão. Isso implica que um anel simples é artiniano à esquerda se e somente se ele é artiniano à direita.
Embora a condição de cadeia descendente pareça ser dual à condição de cadeia ascendente, em anéis ela é de fato a condição mais forte. Especificamente, uma consequência do teorema de Akizuki–Hopkins–Levitzki é que um anel artiniano à esquerda (à direita) é automaticamente um anel noetheriano à esquerda (à direita). Isso não é verdade para módulos em geral, ou seja, um módulo artiniano não precisa ser um módulo noetheriano.

## Exemplos
- Um domínio de integridade artiniano é um corpo.
- Um anel com uma quantidade finita de ideais, digamos à esquerda, é artiniano à esquerda. Em particular, um anel finito (tal como {\displaystyle \mathbb {Z} /n\mathbb {Z} }) é artiniano à esquerda e à direita.
- Seja {\displaystyle k} um corpo. Então {\displaystyle k[t]/(t^{n})} é artiniano para todo inteiro positivo Artinian {\displaystyle n}.
- Se {\displaystyle I} é um ideal não nulo de um domínio de Dedekind {\displaystyle A,} então {\displaystyle A/I} é um anel artiniano principal.[1]
- Para cada {\displaystyle n\geq 1}, o anel completo de matrizes {\displaystyle M_{n}(R)} sobre um anel artiniano à esquerda (respectivamente noetheriano à esquerda) {\displaystyle R} é artiniano à esqueda (respectivamente noetheriano à esquerda).[2]

O anel dos inteiros {\displaystyle \mathbb {Z} } é um anel noetheriano que não é artiniano.

## Módulos sobre anéis artinianos
Seja {\displaystyle M} um módulo à esquerda sobre um anel artiniano. Então as seguintes condições são equivalentes:
1. {\displaystyle M} é finitamente gerado
2. {\displaystyle M} tem comprimento finito
3. {\displaystyle M} é noetheriano
4. {\displaystyle M} é artiniano.

## Anéis comutativos artinianos
Seja A um anel comutativo noetheriano com unidade. Então as seguintes condições são equivalentes.
- A é artiniano.
- A é um produto finito de aneis locais artinianos comutativos.[4]
- A / nil(A) é um anel semisimples, onde nil(A) é o nilradical de A[carece de fontes?].[5]
- Todo módulo finitamente gerado sobre A tem comprimento finito. (ver acima)
- A tem dimensão zero.[6] (Em particular, o nilradical é o radical de Jacobson pois os ideias primos são maximais.)
- {\displaystyle \operatorname {Spec} A} é finito e discreto.
- {\displaystyle \operatorname {Spec} A} é discreto.[7]

Seja k um corpo e A uma k-álgebra finitamente gerada. Então A é artiniana se e somente se A é finitamente gerada como k-módulo.
Um anel local artiniano é completo. Um quociente e uma localização de um anel artiniano é artiniano.